# Lygdamis (Naxos)
 (signalé en juin 2025).
Si vous disposez d'ouvrages ou d'articles de référence ou si vous connaissez des sites web de qualité traitant du thème abordé ici, merci de compléter l'article en donnant les références utiles à sa vérifiabilité et en les liant à la section « Notes et références ».
- Archive Wikiwix
- Bing
- Cairn
- DuckDuckGo
- E. Universalis
- Gallica
- Google
- G. Books
- G. News
- G. Scholar
- Persée
- Qwant
- (zh) Baidu
- (ru) Yandex
- (wd) trouver des œuvres sur Wikidata

Pour les articles homonymes, voir Lygdamis.
Lygdamis fut tyran de Naxos dans la seconde moitié du VIe siècle av. J.-C. Il a profité d'une révolte populaire contre l'aristocratie naxiote des « Gras » pour s'imposer, avec l'aide du tyran athénien Pisistrate, vers -540, qui, après la conquête de l'île de Naxos, en confia le gouvernement à Lygdamis. Une fois en place, Lygdamis aida Polycrate à devenir tyran de Samos. Il aurait été chassé par l'expédition spartiate de -524 contre Polycrate de Samos.